# Austrosteenisia
Austrosteenisia es un género de plantas con flores  perteneciente a la familia Fabaceae.Comprende 4 especies descritas y de estas, solo 3 aceptadas.

## Taxonomía
El género fue descrito por Robert Geesink y publicado en Leiden Botanical Series 8. 1984.

## Especies aceptadas
A continuación se brinda un listado de las especies del género Austrosteenisia aceptadas hasta julio de 2014, ordenadas alfabéticamente. Para cada una se indica el nombre binomial seguido del autor, abreviado según las convenciones y usos.	
- Austrosteenisia blackii (F.Muell.) R.Geesink
- Austrosteenisia glabristyla Jessup
- Austrosteenisia stipularis (C.T.White) Jessup